# Ħobż biż-żejt
Ħobż biż-żejt (‘pan con aceite’ en maltés) es un aperitivo típico de Malta, que consiste en una rebanada de pan regada con aceite de oliva y otros ingredientes que se suelen tener en casa, como pasta de tomate, aceitunas, alcaparras, ajo, queso, cebolla, etc. La receta se repite en culturas de todo el Mediterráneo: el pan banhat de la Provenza, el pà amb tomàquet de Cataluña o el dakos de Creta.

## Ingredientes
- Pan de la variedad local conocida como ‘pan de Malta’ (ħobz tal-Malti), una hogaza rústica que se vende en panaderías de todo el país.[3] También se puede hacer con otro pan de forma anular llamado ftira.[4]
- Aceite de oliva, que es el aceite vegetal más común de la gastronomía mediterránea.
- Tomate, típicamente en kunserva –una pasta de tomate maltesa– o bien fresco y troceado.
- Otros ingredientes locales, como las anchoas, el queso de oveja ġbejna, puré de habas (bigilla), escabeches o encurtidos como aceitunas o alcaparras